# 阿尔克鲁宾
阿尔克鲁宾是葡萄牙阿威罗区的一个堂区。总面积15.44平方公里，总人口2390人，人口密度154.8人/平方公里。